# Konyakowie

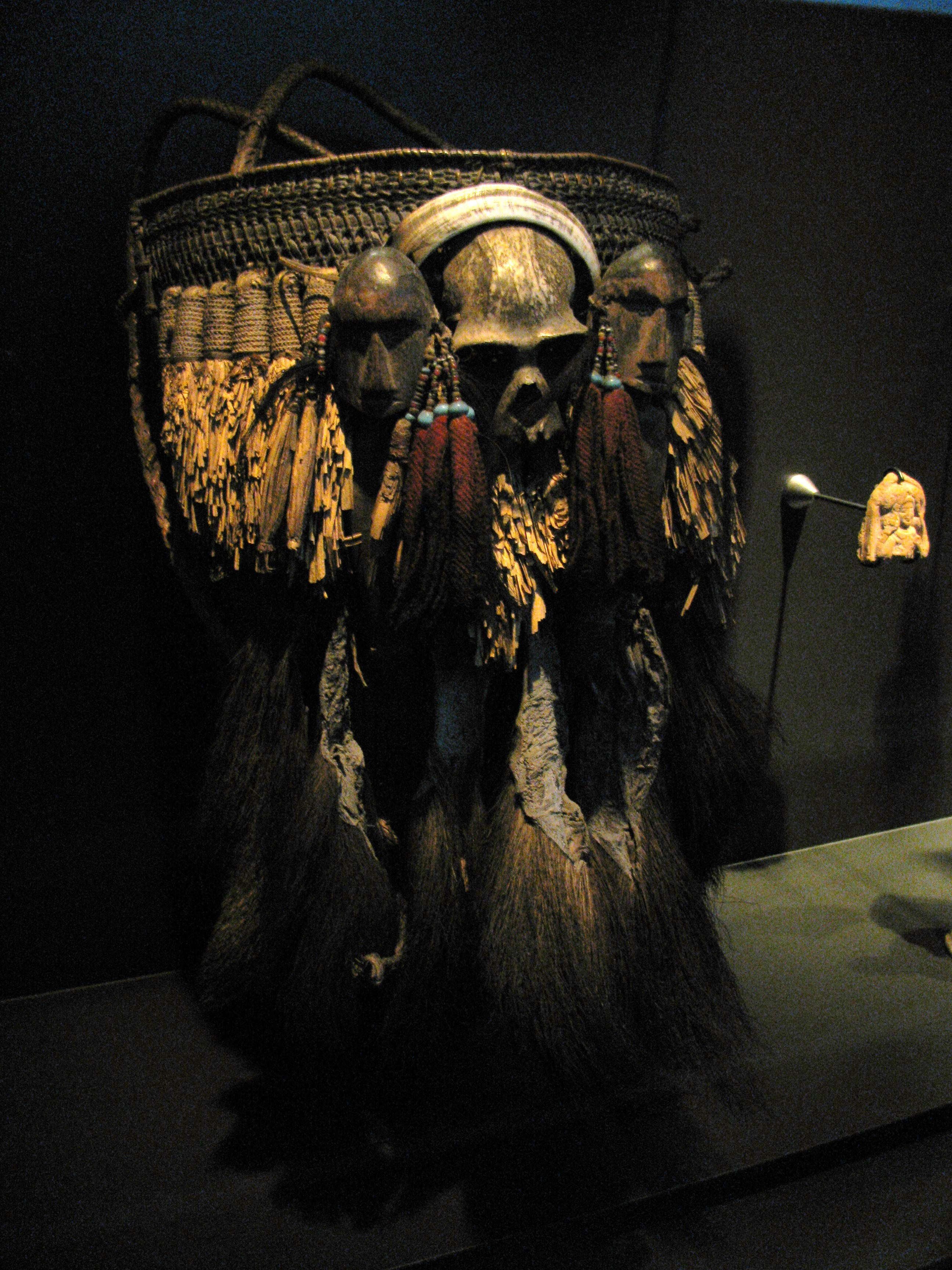
Kosz ceremonialny

Konyakowie, Konyak – lud pochodzenia tybeto-birmańskiego, zamieszkujący górskie tereny indyjskiego stanu Nagaland, częściowo również Asamu. Zaliczani są do Nagów. Posługują się językiem konyak, zapisywanym alfabetem łacińskim. Około 40% jest piśmiennych w tym języku. Jest on również nauczany w szkołach. W przeszłości, podobnie jak inni Nagowie, byli znani jako łowcy głów.

## Gospodarka
Prowadzą osiadły tryb życia. Podstawą gospodarki jest rolnictwo, dodatkowo zbieractwo.

## Ustrój społeczny
Tradycyjnie u Konyaków panowały tradycje dziedzicznego autokratycznego wodzostwa, ostro kontrastujący z zupełnie demokratycznym ustrojem widocznym u ich bezpośrednich południowych sąsiadów – Aów. Wódz wsi jest jednocześnie naczelnym arcykapłanem i jako taki jest nietykalny. Jego oznaką władzy jest kamienny tron, na którym tylko on ma prawo zasiadać. Władcy (angowie) jednych wsi, pochodzący z „wielkiego” rodu bywają suwerenami sąsiednich, wasalnych, zaś ich władza jest nieograniczona. Tylko władcom wolno przekroczyć obowiązujące wszystkich tabu.
W przeciwieństwie do sąsiadujących z nimi Aów, Konyakowie nie aprobowali niewolnictwa.

## Religia
Tradycyjnie bardzo istotnym elementem wierzeń było przekonanie, że głowa/czaszka jako siedziba duszy i życia posiada szczególną moc zapładniającą, promieniując nią na pola itd. Po śmierci człowieka moc magiczna pozostaje w czaszce, więc wiązało się to z ciągłą koniecznością prowadzenia drobnych utarczek i zdobywania nowych czaszek, mających gwarantować ich posiadaczowi powodzenie i bogactwo. Do zdobytych czaszek przymocowywano rogi bawołu. Raz do roku czaszki podczas specjalnej uroczystości czaszki pojono ryżowym piwem. Zwyczaje te były tak głęboko zakorzenione, że nawet po zakazaniu polowania na głowy w czasach kolonialnych przez Anglików, kontynuowano te obrządki używając głów wykonanych z drewna.
Pod wpływem działalności misjonarzy znakomita większość Konyaków wyznaje obecnie chrześcijaństwo.

## Strój
Fantazyjne ozdoby, a zwłaszcza nakrycia głowy, były domeną młodych wojowników. Wykazywali oni wielką inwencję w ich sporządzaniu. Strój mężczyzn był bardziej kolorowy i urozmaicony, niż kobiet. Twarze pokrywał niebieski tatuaż, przypominający maoryski.

## Sztuka
Konyakowie szczególnie słyną jako najlepsi wśród Nagów snycerze. Materiał to głównie drewno i bambus. Z wielkich pni drzew wykonuje się bogato rzeźbione ksylofony i bębny.